# Кухаров, Константин Фёдорович
Константин Фёдорович Ку́харов (17 января 1924, Теплодубровное, Уральская область — 25 декабря 1996, Петухово, Курганская область) — гвардии младший лейтенант Советской Армии, участник Великой Отечественной войны, Герой Советского Союза (1945). После войны работал заведующим райсобесом, райторгом, зональным секретарём Петуховского райкома КПСС по Рынковской зоне, товароведом в Райптребсоюзе, начальником штаба гражданской обороны.

## Биография
Константин Фёдорович Кухаров родился 17 января 1924 года в крестьянской семье в селе Теплодубровное (Теплодубровское) Теплодубровского сельсовета Петуховского района Ишимского округа Уральской области, ныне деревня Теплодубровное входит в Петуховский муниципальный округ Курганской области. Старший сын, к 1941 году в семье было шестеро детей.
С 1936 года жил в селе Юдино (с 1944 года — город Петухово), где в 1940 году окончил семь классов школы и трудился рабочим Петуховского райпотребсоюза. С конными обозами возил грузы из города Кургана; рейс длился по 5—6 дней. Узнав о начале Великой Отечественной войны несколько раз подавал заявление о призыве в армию, но они были отклонены из-за его возраста.
В феврале 1942 года был призван на службу в Рабоче-крестьянскую Красную армию. Был зачислен в 10-ю воздушно-десантную бригаду (город Раменское). С июня 1942 года — на фронтах Великой Отечественной войны в составе 116-й стрелковой дивизии. Был переведён в разведчики, затем в сапёры. 25 сентября 1942 года на Сталинградском фронте был легко ранен. Продолжил службу связистом, а 5 августа 1943 года на Центральном фронте был тяжело ранен снайперской пулей под левую лопатку; было пробито левое лёгкое. После госпиталя прошёл обучение в учебно-танковом полку посёлка Уфимский Ачитского района Свердловской области.
С февраля 1944 года член ВЛКСМ.
К январю 1945 года гвардии старший сержант Константин Кухаров командовал орудием танка Т-34 2-го танкового батальона 47-й гвардейской танковой бригады, 9-го гвардейского танкового корпуса, 2-й гвардейской танковой армии, 1-го Белорусского фронта. Отличился во время освобождения Польши.
14—27 января 1945 года экипаж Кухарова нанёс противнику большие потери, уничтожив в общей сложности 2 танка, 3 артиллерийских орудия, 15 автомашин, 40 подвод, около 90 немецких солдат и офицеров, в том числе несколько засад пехоты с «фаустпатронами». В боях за Жирардув он с товарищами уничтожил танк, 4 артиллерийских орудия, воинский эшелон противника, несколько солдат и офицеров противника. Во время боёв за Сохачев лично уничтожил 3 артиллерийских орудия и разгромил несколько засад пехоты с «фаустпатронами». 27 января в боях за город Шенланке (ныне Тшцянка) Кухаров получил тяжёлое ранение.
Указом Президиума Верховного Совета СССР от 27 февраля 1945 года за «образцовое выполнение боевых заданий командования на фронте борьбы с немецкими захватчиками и проявленные при этом мужество и героизм» старший сержант Константин Кухаров был удостоен высокого звания Героя Советского Союза с вручением ордена Ленина и медали «Золотая Звезда» за номером 5765.
В бою за город Берлин 17 апреля 1945 года гвардии старшина Кухаров был тяжело ранен.
В 1947 году окончил Челябинское танко-техническое училище, получив специальность танкового техника, и в том же году в звании младшего техника-лейтенанта был уволен в запас по болезни.
Вернулся в Петухово. Работал заведующим райсобесом, райторгом и на другой советско-хозяйственной работе. В 1954 году окончил Челябинскую совпартшколу. С конца 1955 года работал зональным секретарём Петуховского райкома КПСС по Рынковской зоне. До 23 января 1965 года работал товароведом в Петуховском райпотребсоюзе, откуда уволен за недостачу товаров. С 15 марта по 16 сентября 1965 года — начальник штаба гражданской обороны Петуховского района.
С 1969 года — на пенсии по инвалидности.
Константин Фёдорович Кухаров умер 25 декабря 1996 года в городе Петухове Петуховского района Курганской области, ныне город — административный центр Петуховского муниципального округа той же области. Похоронен на  кладбище города Петухово.

## Награды
- Звание Героя Советского Союза, 27 февраля 1945 года[5][6][7]
  - Орден Ленина
  - Медаль «Золотая Звезда» № 5765
- Орден Отечественной войны 1-й степени, дважды: 23 мая 1945 года[8], 6 апреля 1985 года[9]
- Орден Красной Звезды, 19 января 1945 года[10]
- Медали, в т.ч.[3].
  - Медаль «За победу над Германией в Великой Отечественной войне 1941—1945 гг.» .
  - Медаль «За взятие Берлина»
  - Медаль «За освобождение Варшавы»

## Память
- 23 апреля 2015 года муниципальному бюджетному общеобразовательному учреждению «Петуховская средняя общеобразовательная школа № 2» было присвоено имя Героя Советского Союза К. Ф. Кухарова[11]. Организация ликвидирована 5 августа 2020 года.
- Мемориальная доска на здании МБОУ «Петуховская средняя общеобразовательная школа № 2 имени Героя Советского Союза К.Ф. Кухарова», Курганская область, Петуховский район, город Петухово, ул. Чапаева, 64 — 55°04′31″ с. ш. 67°53′23″ в. д.HGЯO
- Мемориальная доска на здании МБОУ «Петуховская средняя общеобразовательная школа имени Героя Советского Союза Якова Сергеевича Кулишева», где учился, установлена 8 сентября 2015 года, Курганская область, Петуховский муниципальный округ, город Петухово, ул. Карла Маркса, 3 — 55°04′05″ с. ш. 67°53′15″ в. д.HGЯO[12].

## Семья
Отец Фёдор Кухаров, мать Ксения Васильевна. Жена Екатерина Фёдоровна, сын Михаил, дочь Людмила Петрова.
Внучка Анна Максименко, учитель географии в МБОУ «Петуховская СОШ 2 имени героя Советского Союза Константина Федоровича Кухарова».